# 杰里·伯德
杰里·李·伯德（英語：Jerry Lee Bird，1934年2月3日—2017年7月16日），美国NBA联盟前职业篮球运动员。